# 环球军事
《环球军事》创刊于2001年，是由解放军报、中国国防报和中国民兵杂志联合推出的军事半月刊。2018年，杂志停刊。